# Veronica Donovan
Veronica Donovan es un personaje ficticio de la serie de televisión estadounidense de FOX, Prison Break, interpretado por la actriz Robin Tunney. El personaje de Veronica de joven es interpretado por Annie Yokom, la cual solo aparece una vez en el episodio "Brother's Keeper" de la primera temporada.
Veronica salió con Lincoln Burrows durante su época de instituto a pesar de ser dos personas muy diferentes. Ella dejó la ciudad de Chicago para cursar sus estudios universitarios de Ciencias Políticas en la Universidad de Illinois en Urbana-Champaign. Tras realizar un máster en Derecho en la Universidad de Baylor en Waco (Texas), regresó a Chicago para trabajar como abogada especializada en Derecho mercantil en Bianchi & Guthrie.

## Apariciones
Veronica es uno de los principales personajes de la serie. Aparece en todos los episodios de la primera temporada y es asesinada en el primer episodio de la segunda, "Manhunt".

## Primera temporada
Veronica lleva una vida tranquila, pero el arresto de su amigo de la infancia, Michael Scofield, por atraco a mano armada le lleva a defenderle en la vista, a pesar de que no es especialista en Derecho penal.
Inicialmente, ella tampoco cree en la inocencia de Lincoln Burrows (condenado a muerte), convencida por el visionado de la cinta de la cámara de seguridad, pero tras una sucesión de acontecimientos, comienza a sospechar que Lincoln puede haber sido utilizado y engañado. Se convierte asimismo en su abogada en el llamado "Caso Burrows". Comienza a investigar para probar la inocencia de Lincoln.
Contacta con "Proyecto Justicia", sabiendo de su falta de experiencia en casos de pena de muerte. Sin embargo, le deniegan ayuda. Más tarde, uno de sus abogados, Nick Savrinn (Frank Grillo), le ofrece su ayuda a título personal ya que su padre fue acusado de un delito que no cometió. Juntos investigan, intentando conocer la verdad sobre la aparente muerte de Terrence Steadman y es, a través de ellos, como se va descubriendo poco a poco la trama del complot, no sin dificultades y contratiempos ya que los agentes especiales del Servicio Secreto, Paul Kellerman y Daniel Hale, tienen como misión asegurarse de que la ejecución de Lincoln se lleve a cabo. De esa manera, hacen todo lo que pueden por capturar y matar a los dos abogados. Pero el agente Daniel Hale se pasa al otro bando y en un intento de ayudar a Veronica entregándole toda la información necesaria para exonerar a Lincoln, es asesinado por Kellerman.
Veronica y Nick están a punto de morir en una explosión provocada en el apartamento de ella. Ambos consiguen reunirse con el hijo de Lincoln, L. J. Burrows, y esconderse en una casa de las afueras. La vida de los tres vuelven a correr peligro cuando el agente Quinn descubre su paradero.
Finalmente, consiguen descubrir el escondite de Terrence Steadman en Blackfoot (Montana). Sin embargo, al final del episodio "Tonight", Verónica es traicionada por Nick, ya que éste ha sido amenazado por John Abruzzi para que la retenga y la lleve consigo al aeropuerto en la noche de la fuga. Nick se arrepiente y la envía al aeropuerto para que coja un avión a Montana. Luego, Nick es asesinado por uno de los hombres de Abruzzi.
Cuando Veronica llega a Blackfoot, consigue colarse en casa de Steadman y enfrentarse a él.

## Segunda temporada
Tras su cara a cara con Steadman, Verónica llama a la policía para salir de allí, ya que la casa en la que Steadman se encuentra, sólo es accesible desde el exterior. Mientras ambos esperan que la policía llegue, Lincoln Burrows la llama diciéndole que él y Michael finalmente han escapado de la prisión. En ese momento llega la policía, que en realidad son agentes del Servicio Secreto con la misión de proteger a Terrence Steadman y asegurar su escondite. Veronica solo tiene tiempo de mirar horrorizada como es ejecutada por uno de los agentes (el conocido como agente Rubio). Se descubre que la casa pertenece al gobierno y que las llamadas telefónicas son controladas por los agentes.
Veronica se convierte en el primer personaje principal en morir en la serie. Posteriormente es mencionada en los episodios "John Doe" y "Panamá". En "John Doe", Lincoln, frente a Terrence Steadman, tiene que ser persuadido de no matarle tras recordarle como no hizo nada por evitar la muerte de ella. En "Panamá", Lincoln y Michael se pelean al recordar la muerte de Veronica y Lincoln le dice a Michael que ella no tuvo ninguna oportunidad cuando murió.